# Holland-Dozier-Holland
Holland-Dozier-Holland fue un equipo de composición y producción musical formado por Lamont Dozier (1941-2022) y los hermanos Brian Holland (1941) y Edward Holland (1939). El trío fue responsable, en gran medida, del éxito del estilo conocido como Motown Sound, que dominó en el campo de la música popular en los Estados Unidos durante la década de 1960.

## Trayectoria artística

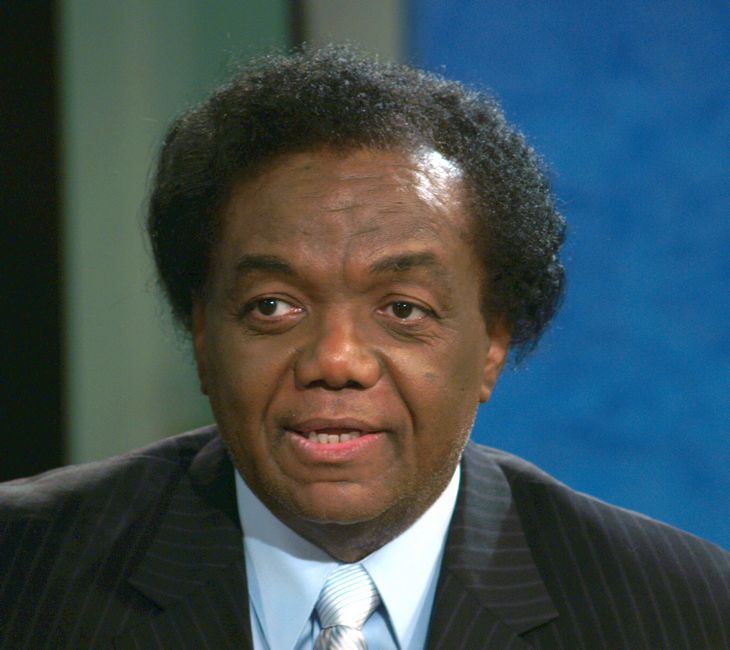
Lamont Dozier

Los tres escribieron y produjeron canciones para los artistas que grabaron con el sello Motown Records, incluyendo temas como "This Old Heart of Mine (Is Weak for You)" para The Isley Brothers, (Love is like a) Heat Wave para Martha and the Vandellas, How sweet it is (To be loved by you) para Marvin Gaye, y muchos otros temas para The Four Tops y The Supremes. Lamont Dozier y Brian Holland servían como compositores y productores de las canciones, mientras que Eduard Holland se encargó de las letras y los arreglos vocales. Con todo, fueron responsables de colocar 25 canciones entre los 10 primeros del ranking musical.
El trío dejó el sello Motown en 1967 luego de una disputa con el jefe del sello Berry Gordy por diferencias en el reparto de ganancias y regalías. El equipo creó sus propios sellos, Invictus Records y Hot Wax Records, ambas sólo con un tibio éxito. Motown demandó al equipo por incumplimiento de contrato, y H-D-H contra demandó. El litigio que siguió fue una de las batallas legales más largas en la historia de la industria discográfica. A causa del pleito legal, H-D-H fue forzado a estrenar las primeras grabaciones de sus sellos Invictus y Hot Wax bajo el nombre de Wayne/Dunbar. El pleito fue zanjado en 1977 con H-D-H pagando varios miles de dólares a Motown por perjuicios.
Dozier deja el equipo a principios de los 70 para comenzar una carrera como solista. Holland-Dozier-Holland Productions, Inc., incluyen a Harold Beatty en lugar de Dozier, operando como productores independientes desde mediados de los 70 y escriben y producen canciones para varios artistas, incluyendo artistas del sello Motown tales como The Supremes de los 70 y Michael Jackson. Irónicamente el pleito entre los productores y el sello Motown estaba aún pendiente mientras el equipo trabajaba en material para artistas del sello.
El trío volvió con su propio sello, HDH Records, el cual editó grabaciones de los catálogos de Invictus y Hot Was, así como también material nuevo.

## Hitos en la carrera del equipo
- Leaving Here (1963) - Eddie Holland grabado luego por Motörhead, Lars Frederiksen and the Bastards,  Pearl Jam, The Birds
- Come And Get These Memories (1963) - Martha and the Vandellas
- (Love is Like a) Heat Wave (1963) - Martha and the Vandellas grabado luego por Linda Ronstadt, The Jam y Phil Collins.The Who
- Mickey's Monkey (1963) - The Miracles
- When the Lovelight Starts Shining Through His Eyes (1963) - The Supremes grabado luego por Dusty Springfield
- Where Did Our Love Go (1964) - The Supremes grabado luego por Soft Cell
- Baby Love (1964) - The Supremes
- Come See About Me (1964) - The Supremes
- Baby I Need Your Loving (1964) - Four Tops grabado luego por Johnny Rivers
- Can I Get a Witness (1964) - Marvin Gaye grabado luego por Dusty Springfield y por The Rolling Stones
- You're a Wonderful One (1964) - Marvin Gaye
- How Sweet It Is (To Be Loved By You) (1964) - Marvin Gaye grabado luego por Jr. Walker & the All-Stars y James Taylor
- Stop! In the Name of Love (1965) - The Supremes
- Nowhere to Run (1965) - Martha & the Vandellas
- I Can't Help Myself (Sugar Pie, Honey Bunch) (1965) - Four Tops grabado luego por Bonnie Pointer, Nine Below Zero, Donnie Elbert
- Back in My Arms Again (1965) - The Supremes grabado luego por The Jam
- It's the Same Old Song (1965) - Four Tops
- I Hear a Symphony (1965) - The Supremes
- Take Me In Your Arms (Rock Me a Little While) (1965) - Kim Weston grabado luego por Jermaine Jackson (1972) y The Doobie Brothers (1975)
- There's a Ghost In My House (1965) - R. Dean Taylor grabado luego por The Yachts
- (I'm a) Roadrunner (1966) - Jr. Walker & the All-Stars grabado luego por The Who
- Reach Out I'll Be There (1966) - Four Tops grabado luego por Diana Ross
- Standing in the Shadows of Love (1966) - Four Tops, Rod Stewart (1978), Barry White
- This Old Heart of Mine (Is Weak For You) (1966) - The Isley Brothers grabado luego por Rod Stewart (1975) Ronald Isley & Rod Stewart(versión 1989)
- You Can't Hurry Love (1966) - The Supremes grabado luego por Phil Collins
- You Keep Me Hangin' On (1966) - The Supremes grabado luego por Vanilla Fudge Rod Stewart (1977) Kim Wilde, Madness
- Heaven Must Have Sent You (1966) - The Elgins grabado luego por Bonnie Pointer
- Bernadette (1967) - Four Tops
- Jimmy Mack (1967) - Martha & the Vandellas y Phil Collins.
- Reflections (1967) - Diana Ross & the Supremes
- Give Me Just a Little More Time (1970) - Chairmen of the Board
- Band of Gold (1970) - Freda Payne grabado luego por Merton Parkas
- Want Ads (1970) - Honey Cone
- I Call My Baby Pussycat (1970) - Parliament
- Bring the Boys Home (1971) - Freda Payne
- The Breakdown (1971) - Parliament
- Just a Little Bit of You (1975) - Michael Jackson

## Curiosidades
- Holland-Dozier-Holland son mencionados en la letra de la canción de The Magnetic Fields The death of Ferdinand de Saussure.

- Holland-Dozier-Holland amenazó con demandar a la banda Aerosmith en 1989 debido a que una parte de la canción "The other side" (del álbum Pump) sonaba similar al tema del trío compositor "Standing in the shadows of love". Para abreviar el pleito, la banda fue obligada a mencionar a Holland-Dozier-Holland en los créditos del disco como compositores.

- Holland-Dozier-Holland son mencionados en la letra del tema "Levi stubbs’ tears" de Billy Bragg del álbum de 1986 Talking with the taxman about poetry.